# Okinoshima (1936)
El Okinoshima (沖島?) fue un tipo especial de minador pesado de la Armada Imperial Japonesa, del que sólo se construyó una unidad.

## Diseño y desarrollo
El Okinoshima tenía como misión principal el despliegue de minas, pero dada su gran autonomía, así como un desplazamiento y armamento comparables a los de un crucero ligero, también podía realizar misiones de escolta. Su escasa velocidad le impedía ser una unidad de combate de primera línea. Contaba también con otra característica compartida con los cruceros, y era la capacidad de transportar un hidroavión, con una catapulta para lanzarlo.
Si bien no se construyeron más minadores con su diseño, el posterior Tsugaru compartía la mayor parte del mismo al tratarse de una evolución, con un desplazamiento ligeramente menor.

## Historial de servicio
Desde el inicio de la Segunda Guerra Mundial formó parte de las fuerzas de invasión de Makin, Tarawa, Rabaul, Kavieng, Lae y Tulagi. Tras desembarcar tropas durante la invasión de Tulagi el 4 de mayo de 1942, fue dañado por un ataque aéreo de aparatos provenientes del USS Yorktown, quedando sin propulsión y siendo remolcado hasta Rabaul por el transporte Kinryu Maru.
El 12 de mayo de 1942, cerca de Nueva Bretaña, fue localizado por el submarino estadounidense S-42, que le lanzó cuatro torpedos. Tras recibir entre dos y tres impactos, el Okinoshima se hundió en la posición (5°6′S 153°48′E / -5.100, 153.800).